# Процак Іван
Іван Процак (3 січня 1912, с. Годині, тепер Мостиська міська громада, Львівська область — 12 квітня 1996, м. Едмонтон, Канада) — унтершарфюрер (десятник) 14-ї гренадерської дивізії військ СС «Галичина».

## Життєпис
Народився 3 січня 1912 року в селі Годині, тепер Мостиська міська громада, Львівська область.
У 1941 році мобілізований до Червоної армії, з якої дезертирував після початку радянсько-німецької війни. 
З 1943 року в дивізії військ СС «Галичина». Вишкіл проходив у Польщі та Франції. Учасник Битви під Бродами. У складі 3-го куреня піонірської сотні воював у Словаччині, Словенії та Австрії.
Перебував у полоні в Ріміні. В 1951 році виїхав до Канади. 
Помер 12 квітня 1996 року в Едмонтоні.

## Нагороди
- Нагороджений орденом «Хрест Воєнних заслуг 2-го класу».